# Риг Бек
Риг Бек е малка река в графство Къмбрия, Англия.
Риг Бек е и името на известно жилище – „Лилавата къща“ /the Purple House/ – разположено там, където Риг  Бек пресича пътя Кескадейл, и което представлява отлична отправна точка за изследване на хълмовете.
Влива се в река Нюландс Бек.
Пътеката покрай Риг Бек образува атрактивен пешеходен маршрут между долината Нюландс и Бътърмер. 